# NK Mladost Modran
Nogometni klub Mladost (NK Mladost; Mladost; Mladost Modran) je bio nogometni klub iz Modrana, Grad Derventa, Republika Srpska, Bosna i Hercegovina.

## O klubu
NK "Mladost" je osnovana u Modranu u srpnju 1952. godine na osnovi dva neregistrirana kluba. "Naprijeda" i "Ljute Piskavice". S ligaškim natjecanjima počinje 1954. godine u "Sreskoj ligi Dervente", a potom "Općinskoj ligi Dervente", koju osvaja u sezoni 1960./61. Od tada je nastupala u ligama pod vodstvom saveza iz Doboja - "Podsavezna liga", "Područna liga", "Grupna liga", "Međuopćinska liga".
Zbog rata u BiH, okupacije i protjerivanja hrvatskog stanovništva iz Modrana klub se 1992. godine gasi. U obrani sudjeluju i članovi NK "Mladosti"'. U ratu je deset bivših nogometaša "Mladosti" izgubilo život. 

"Mladost" je uz "Tekstilac" iz Dervente bila najuspješniji nogometni klub derventske općine.
U izbjeglištvu je aktivnost kluba bila vezana uz veterane. Malonogometna momčad "NK Mladost Modran" se natjecala u "Malonogometnoj ligi Sesvete" - "veterani preko 30" od 2005. do 2009. godine.
U Modran se vratio samo manji dio stanovništva, te rad kluba nije obnovljen. Od 2010. godine na igralištu "Mladosti" veterani kluba u ljeto organiziraju nogometne utakmice pod nazivom "Susret generacija".
 
 
2012. godine je izdata klupska monografija pod nazivom "Priča o jednoj mladosti".

## Uspjesi
Općinska liga Derventa
- prvak: 1960./61.

Međuopćinska liga Doboj - Zapad
- prvak: 1986./87.

Dobojska grupna liga - Zapad
- prvak: 1984./85.

## Unutrašnje poveznice
- Modran